# Thalgo Australian Women's Hardcourts 2002
Il Thalgo Australian Women's Hardcourts 2002 è stato un torneo di tennis giocato sul cemento.
È stata la 6ª edizione del torneo di Gold Coast, che fa parte della categoria Tier III nell'ambito del WTA Tour 2002.
Si è giocato a Gold Coast in Australia, dal 30 dicembre 2001 al 5 gennaio 2002.

## Campionesse

### Singolare
Venus Williams ha battuto in finale  Justine Henin con il punteggio di 7–5, 6–2

### Doppio
Justine Henin /  Meghann Shaughnessy hanno battuto in finale  Åsa Svensson /  Miriam Oremans con il punteggio di 6–1, 7–6(6)